# Karl Del’Haye
Karl Del’Haye (Aachen, 1955. augusztus 18. –) nyugatnémet válogatott Európa-bajnok német labdarúgó, csatár.

## Pályafutása

### Klubcsapatban
1962-ben az Alemannia Aachen együttesében kezdte a labdarúgást. 1973-ban mutatkozott be az első csapatban. 1974 és 1980 között a Borussia Mönchengladbach, 1980 és 1985 között a Bayern München együttesével ért el számos sikert. 1985 és 1987 között a Fortuna Düsseldorf labdarúgója volt és itt fejezte be az aktív labdarúgást.

### A válogatottban
1980-ban két alkalommal szerepelt a nyugatnémet válogatottban. Tagja volt 1980-as Európa-bajnok csapatnak. 1973-74-ben 11-szeres ifjúsági válogatott volt és három gólt szerzett. 1978 és 1981 között hatszoros B-válogatott és két gólt ért el. 1983-ban három alkalommal szerepelt a nyugatnémet olimpiai válogatottban.

## Sikerei, díjai
NSZK
- Európa-bajnokság
  - Európa-bajnok: 1980, Olaszország

 Borussia Mönchengladbach
- Nyugatnémet bajnokság (Bundesliga)
  - bajnok: 1974–75, 1975–76, 1976–77
- Bajnokcsapatok Európa-kupája (BEK)
  - döntős: 1976–77
- UEFA-kupa
  - győztes: 1974–75, 1978–79
  - döntős: 1979–80

 Bayern München
- Nyugatnémet bajnokság (Bundesliga)
  - bajnok: 1980–81, 1984–85
- Nyugatnémet kupa (DFB Pokal)
  - győztes: 1982, 1984
  - döntős: 1985
- Bajnokcsapatok Európa-kupája (BEK)
  - döntős: 1981–82